# فاديم مانزون
فاديم مانزون (بالروسية: Вадим Аркадьевич Манзон)‏ هو لاعب كرة قدم روسي في مركز الهجوم، ولد في 5 ديسمبر 1994 في موسكو في روسيا. شارك مع منتخب روسيا تحت 21 سنة لكرة القدم. أما مع النوادي، فقد لعب مع سيسكا موسكو ونادي كارلسروه.

## وصلات خارجية
- فاديم مانزون على موقع قاعدة بيانات كرة القدم.إي يو (الإنجليزية)
- فاديم مانزون على موقع Soccerway.com (الإنجليزية)
- فاديم مانزون على موقع عالم كرة القدم.نت (الإنجليزية)